# Gondangsari (Pakis)
Gondangsari is een bestuurslaag in het regentschap Magelang van de provincie Midden-Java, Indonesië. Gondangsari telt 2037 inwoners (volkstelling 2010).